# Antwerpse Zes
De Antwerpse Zes, ook bekend als de zes van Antwerpen, is een groep bekende Belgische modeontwerpers die in de jaren tachtig afstudeerde aan de Koninklijke Academie voor Schone Kunsten van Antwerpen. De groep is midden jaren 1980 internationaal doorgebroken. Hierdoor ontstond grotere aandacht voor Vlaamse mode.
De volgende ontwerpers worden tot de Antwerpse Zes gerekend:
- Dirk Bikkembergs
- Ann Demeulemeester
- Walter Van Beirendonck
- Dries Van Noten
- Dirk Van Saene
- Marina Yee

## Studiejaren
In 1976 begon Walter Van Beirendonck aan de opleiding mode aan de Koninklijke Academie voor Schone Kunsten van Antwerpen. Een jaar later volgden Marina Yee, Dirk Bikkembergs, Dries Van Noten, Dirk Van Saene en Ann Demeulemeester. De studenten kregen les van Mary Prijot die aan het hoofd stond van de afdeling sinds de oprichting in 1963. Vrij snel zou deze groep studenten elkaar vinden. Hun interesse voor internationale ontwerpers zoals Thierry Mugler en Claude Montana was een gemeenschappelijk iets. In 1980 studeerde Walter Van Beirendonck af, waarna in 1981 Dirk Van Saene, Dries Van Noten, Marina Yee en Ann Demeulemeester. Een jaar later Dirk Bikkembergs, in 1982.

## Vroege carrière enGouden Spoel-wedstrijd
Begin de jaren 1980 richtte de Belgische overheid in het kader van het Textielplan het Instituut voor Textiel en Confectie België (ITCB) op dat belast was met de promotie van de Belgische textielsector. Het ITCB wou de link leggen tussen de verouderde textielindustrie en het creatieve talent dat in het land aanwezig was. Daarom richtte het ITCB in 1982 de eerste Gouden Spoel-wedstrijd in. De groep afgestudeerden van de Antwerpse Modeacademie schopte het tot de finale en de wedstrijd werd gewonnen door Ann Demeulemeester. Ook in de volgende edities van de wedstrijd zouden leden van de Antwerpse vriendengroep tot de laureaten behoren. Tegelijkertijd begon het ITCB ook de campagne Mode, dit is Belgisch waarin Belgische merken werden gepromoot. De styling in het magazine werd door deze afgestudeerden van de Antwerpse modeopleiding verzorgd en vormde samen met de Gouden Spoel-wedstrijden voor een nationaal platform voor de jonge ontwerpers. In het kader van de Gouden Spoel-wedstrijden maakten de laureaten twee opeenvolgende reizen naar Japan, waar ze geïnspireerd werden door de nieuwe Japanse mode van het moment (Comme des Garçons, Yohji Yamamoto).

## Londen en de internationale doorbraak
In maart 1986, op aansporen van Geert Bruloot, besloten de zes om met hun eerste eigen collecties naar de British Designer Show in de Londense Olympiahall te trekken. Vrij snel trokken ze hiermee internationale aandacht. De Britse modeagente Marysia Woronieczka wilde de groep meteen vertegenwoordigen en doopte ze om tot de "Zes" (Antwerp Six) omwille van de voor Engelstaligen moeilijk uitspreekbare namen van de ontwerpers. In oktober 1987 organiseerden de zes, samen met Geert Bruloot en Linda Loppa, de 'modekoopdagen' in Antwerpen zelf. Tijdens deze dagen nodigden ze internationale kopers uit naar hun showrooms in Antwerpen om hun zomercollecties van 1988 te tonen. Op die manier zetten ze de stad op de kaart op gebied van internationale mode. In het voorjaar van 1988 (6-11 maart) defileerden de zes hun wintercollecties voor 1988-1989 in de Londense Westway Filmstudios.

## Parijs: hotel Saint James and Albany
In het najaar van 1988 besloten de Zes hun kans te wagen in Parijs. Ze showden gezamenlijk hun collecties in het hotel Saint James & Albany. Van daaruit gingen de Zes een voor een hun eigen weg.